# New Ireland
New Ireland (Tok Pisin: Niu Ailan) là một hòn đảo lớn tại Papua New Guinea, với diện tích xấp xỉ 7.404 km². Đây là hòn đảo lớn nhất của tỉnh New Ireland, nằm ở đông bắc của đảo New Britain. Cả hai đảo đều là một bộ phận của quần đảo Bismarck, được đặt theo tên của Thủ tướng Otto von Bismarck, và tách biệt nhau qua qua eo biển Saint George's. Trung tâm hành chính của đảo và của cả tỉnh New Ireland là thị trấn Kavieng nằm ở cực bắc của đảo. Khi đảo còn là một phần của New Guinea thuộc Đức, nó có tên gọi là Neumecklenburg ("Mecklenburg" Mới).
Hòn đảo là một phần của quần đảo Bismarck và thường được mô tả là có hình dạng của một súng hỏa mai. Nhiều phần trong 360 km chiều dài, chiều rộng của hòn đảo dao động từ nhỏ hơn 10 km đến 40 km, nhưng phần xương sống đồi núi trung tâm đảo rất dốc và gồ ghề. Đỉnh cao nhất của hòn đảo là núi Taron thuộc dãy Hans Meyer (2.379 mét). Các dãy núi khác trên đảo là Tirpitz, Schleinitz, Verron và Rossel. Hòn đảo nằm từ 2-5 độ vĩ Nam bên dưới đường xích đạo. Đảo vốn được bao phủ chủ yếu bởi những cánh rừng nhiệt đới rậm rạp.
New Ireland có biển Bismarck bao quanh ở phía tây nam và Thái Bình Dương nằm ở phía đông bắc.